# Hypocrita arcaei
Hypocrita arcaei är en fjärilsart som beskrevs av Druce 1884. Hypocrita arcaei ingår i släktet Hypocrita och familjen björnspinnare. Inga underarter finns listade i Catalogue of Life.